# 77式木柄手榴弹
77式木柄手榴弹系列是中華人民共和國生產的手榴彈，由77－1、77－2、77－4和77－5式等4个弹种组成，都在1977年完成设计定型，除77－1式手榴弹进行批量生产，装备中國人民解放軍部队外，其余几个弹种定型后便转入技术储备。77－1式木柄手榴弹于1980年批准生产定型后，进行批量生产，逐步装备部队。

## 结构特点
该弹的基本结构与67式木柄手榴弹基本相同，不同的是77－1式采用A3钢板预制刻槽弹体，爆炸时可产生有效破片300余片，单个破片质量约0.4克，破片初速达1,000米／秒以上，因而使弹的杀伤概率和金属利用率得到大幅度提高。此外，由于单个破片质量减轻，手榴弹的安全半径只有37米。77－1式木柄手榴弹的主要特点是体积小、质量轻，与67式木柄手榴弹比较，质量减小了40％，体积减小了18％。

## 使用情况
目前77-1系列手榴弹已经逐步被82-2卵形手榴弹所代替

## 性能参数
- 杀伤破片＞270克
- 有效杀伤半径＞7米
- 使用温度-40℃—+45℃

## 外部連結
- （中文）77_1式木柄手榴弹（页面存档备份，存于）